# Frövi
Frövi er et byområde i den sydøstlige del af Lindesbergs kommun i Örebro län i Sverige.

## Bynavnet
En gammel tolkning af navnet er at det skulle betyde gudinden Frejas vi (helligsted). Derfor hedder Frövis idrætsplads Fröjevi.
I 1923 blev navnet genfortolket af bynavnsforskeren Jöran Sahlgren, som ikke anså at -vi skulle betyde "helligt sted". Sahlgren mente at -vi skulle komme af viþi (skov). Eftersom bynavnet blev skrevet j Ffrødehwi i 1457 kunne forleddet ikke komme af Fröja (Freja) men derimod et oldsvensk ord frödh "stærkt voksende" (altså en frodigt voksende skov). Alternativt skulle frödh kunne komme af et å- eller bæknavn som minder om det norske dialektord fraud. Frövi ligger ved en å, som skulle kunne have haft et navn som betød "den fradgiga". I 2001 blev det som alternativ foreslået at navnet kunne komme af det oldsvenske frødhe (frugtbarhed). Da skulle navnet kunne have betydet "frugtbarhedshelligdommen".

## Historie

### Jernbaneknudepunkt
I januar 1857 blev Frövi station et jernbaneknudepunkt, da Frövi-Ludvika Järnväg begyndte at køre mellem Frövi og Ludvika. Den nuværende stationsbygning blev opført i 1874. Inden da lå der et lille stationshus som stod færdigt i 1858 og var en lav, enetages teglbygning. Lige overfor står Frövi Hotell, en bygning som stammer fra omkring år 1900. Hotellet var for sin tid et meget typisk såkaldt jernbanehotel.

### Administrative tilhørligheder
Frövi var en by i Näsby socken og indgik efter kommunalreformen i 1862 i Näsby landskommun. Den 19. november 1914 blev Frövi municipalsamhälle indrettet til byen i landskommunen. I 1955 blev landskommunen omdannet sammen med municipalsamhället til Frövi köping. I 1971 blev köpingen en del af Lindesbergs kommun.
Frem til 1899 indgik Frövi i Fellingsbro tingslag, derefter til 1951 i Lindes domsagas tingslag og så til 1971 i Lindes och Nora domsagas tingslag. Fra 1971 til 2005 indgik byen i Lindesbergs domsaga, og siden 2005 i Örebro domsaga.

## Bebyggelsen
I det centrale Frövi nær ældreboligerne Tallen, lod foreningen "Positiva Frövi" i 2011 rejse en runesten. Inskriptionen lyder "Positiva Frövi lät resa denna sten åt - Frövi 2011. Här skall redliga människor leva - och i alla sina dagar njuta sin lycka. Staff ristade". Teksten er udført i guld og rød.

## Forbindelser
Frövi er stadigvæk et vigtigt trafikknudepunkt, og fra Frövi er der forbindelse til Örebro i syd, Arboga i øst med bus samt Fagersta og Borlänge i nord. Bergslagen Godsbane samt Bergslagsbanen går gennem Frövi.

## Erhvervsliv
Billerud Korsnäs Frövi er den største arbejdsgiver i Frövi, hvilket også er seværdighederne med et papirværksmuseum. I byen ligger også Näsby kyrka, sognekirken i Näsby socken.

## Arrangementer
Frövi har egen rockfestival med navnet Rockviken, som siden 2013 arrangeres årligt. Den afholdes på Prästryggens camping og festivalområde, som ligger langs med søen Väringen.

## Billeder
- "Frövi Hotell" ved jernbanestationen
- Runestenen i Frövi centrum
- Frövi stationsbygning
- Frövi station